# Jean du Gibelet
 (mai 2025).
Jean Embriaco, ou Jean du Gibelet, mort après 1262, est un noble d'origine génoise. Il est le fils unique de Guillaume Embriaco et de son épouse Ève, une dame noble de la principauté d'Antioche. Son grand-père paternel est Raymond Embriaco, connétable du comté de Tripoli et fils puîné de Guillaume II Embriaco, seigneur du Gibelet.
Il épouse en premières noces Femie de Césarée, fille de Gautier III Brisebarre, seigneur de Césarée, avec qui il a un enfant :
- Isabelle Embriaco, qui épouse Filangieri.

Il se marie ensuite en secondes noces avec Jeanne de Lanelée, avec qui il a trois enfants :
- Balian Embriaco ;
- Jean Embriaco ;
- Femie (Euphémie) Embriaco, qui épouse Guy de Soissons.

À partir de 1159, il est nommé maréchal du royaume de Jérusalem et le reste jusqu'à au moins 1262.
La date de sa mort est inconnue mais survient après 1262.